# The Trail of Books
The Trail of Books è un cortometraggio muto del 1911 diretto da D.W. Griffith.

## Trama
Una bambina, volendo mettere fine a un litigio che sembra senza soluzione tra i suoi genitori, escogita un piano: prende in casa un pacco di libri e li semina per strada. La traccia lasciata dalla piccola porterà mamma e papà a correre dietro alla bambina scomparsa che verrà trovata alla fine insieme a due barboni. Le angosce provocate dalla sparizione della figlia metterà nel dimenticatoio le precedenti incomprensioni, riunendo la famigliola che ora è felice.

## Produzione
Il film fu prodotto dalla Biograph Company. Venne girato a Fort Lee, nel New Jersey, la città dove si trovavano gli stabilimenti della casa di produzione.

## Distribuzione
Distribuito dalla General Film Company, il film - un cortometraggio di una bobina - uscì nelle sale cinematografiche statunitensi il 9 novembre 1911.